# Amphiura dawbini
Amphiura dawbini är en ormstjärneart som först beskrevs av Fell 1952.  Amphiura dawbini ingår i släktet Amphiura och familjen trådormstjärnor. Inga underarter finns listade i Catalogue of Life.